# Litecoin
Litecoin (LTC) är en peer-to-peer kryptovaluta och open source-projekt som släppts under MIT/X11 licens. Litecoin är inspirerat av Bitcoin (BTC) och rent tekniskt även mycket likt Bitcoin.

## Litecoin vs Bitcoin
Litecoin skiljer sig från Bitcoin på tre punkter, vilket dess utvecklare hoppas skall göra valutan bättre än Bitcoin.
- Litecoin är avsedd att skapa ett nytt block varje 2,5 minut, jämfört med bitcoins var 10 minut.
- Litecoin använder scrypt-algoritmen, jämfört med bitcoins SHA-256-algoritm.
- Litecoin är gjort för att totalt skapa 84 miljoner Litecoin, jämfört med bitcoins 21 miljoner Bitcoin.

## Hur man köper Litecoin
Det finns olika sätt att erhålla Litecoin. Ett sätt är att generera Litecoin genom att bidra med beräkningskraft. Ett annat sätt är att sälja saker eller tjänster och ta betalt i Litecoin. De flesta väljer dock att köpa sina Litecoin för vanliga elektroniska pengar. Det sker genom att skapa konto på en handelsplats för kryptovalutor. De flesta handelsplatser kräver någon form av verifiering av identitet innan man kan göra insättningar i kronor eller euro. Vissa handelsplatser erbjuder handel där handelsplatsen är motpart mot kunden och tjänar pengar genom en spread, exempelvis Coinbase.
Andra handelsplatser erbjuder en handelsplattform där kunderna gör affärer med varandra och betalar en avgift, kallad courtage, till handelsplatsen. Det innebär att det ska finnas en orderbok med alla nuvarande och föregående order. När kunden köper Litecoin brukar avgiften variera beroende på om likviditeten minskar eller ökar i orderboken. Det är vanligt att en handelsplattform tar betalt en högre avgift om kunden accepterar en nuvarande order eftersom det minskar antalet aktiva order. 